# 耶洛班克 (印第安納州)
耶洛班克（英語：Yellow Bank）是位於美國印地安納州富蘭克林縣的一個非建制地區。該地的面積和人口皆未知。